# Matsucoccus yunnansonsaus
Matsucoccus yunnansonsaus är en insektsart som beskrevs av Young 1980. Matsucoccus yunnansonsaus ingår i släktet Matsucoccus och familjen pärlsköldlöss. Inga underarter finns listade i Catalogue of Life.